# Liste der Mitglieder der Widerstandsgruppe Europäische Union
Diese Liste ist eine Aufstellung der Mitglieder der Widerstandsgruppe Europäische Union, die zur Zeit des Zweiten Weltkrieges Widerstand in Berlin gegen den Nationalsozialismus leistete. Die Tabelle erhebt keinen Anspruch auf Vollständigkeit.
| Name                                                  | Ref.   | Geburtsjahr/-ort                                                          | Sterbejahr/-ort Todesursache                         | Beruf                                       | Anmerkungen                                                                                                  | Foto |
| ----------------------------------------------------- | ------ | ------------------------------------------------------------------------- | ---------------------------------------------------- | ------------------------------------------- | --- | ---- |
| Wladimir Boisselier                                   |        | 1907 in Moskau                                                            | 1944 im Zuchthaus Brandenburg-Görden                 | Elektrotechniker                            | Franzose, Lorenz AG                                                                                          |      |
| Charlotte Breitbach                                   | [ 1 ]  | 1908                                                                      | 1983                                                 |                                             | |      |
| Miron (Meir) Broser                                   |        | 1891 in Tula, Russland                                                    |                                                      | Übersetzer                                  | zu zwei Jahren Gefängnis verurteilt, von US-Truppen befreit, letzte bekannte Übersetzungen ins Deutsche 1949 |      |
| Walter Caro                                           | [ 2 ]  | 1899 in Berlin                                                            | 1944/45 im KZ Auschwitz, ermordet                    | Verkaufsleiter, Geschäftsführer             | |      |
| Jean Cochon                                           |        | 1916 in Gensac-la-Pallue (Charente)                                       | 1944 im Zuchthaus Brandenburg-Görden                 | Elektrotechniker                            | Franzose, Lorenz AG                                                                                          |      |
| Oskar Fischer                                         |        | 1892 in Karlsruhe                                                         | 1955 in Berlin                                       | Kunstmaler, Redakteur                       | freigesprochen                                                                                               |      |
| James Frichot                                         |        | 1918 in Boulogne (Seine)                                                  |                                                      | Elektrotechniker                            | Franzose, freigesprochen, Lorenz AG                                                                          |      |
| Bruno Grap                                            |        | 1905                                                                      | 1977                                                 | Fleischer/Metzger                           | |      |
| Anneliese Groscurth                                   |        | 1910 in Essen                                                             | 1996 in Berlin                                       | Ärztin                                      | |      |
| Georg Groscurth                                       | [ 3 ]  | 1904 in Unterhaun, heute zu Hauneck, Provinz Hessen-Nassau                | 1944 im Zuchthaus Brandenburg-Görden, hingerichtet   | Arzt                                        | |      |
| Wilhelm Hartke                                        |        | 1879 in Fürstenau                                                         | 1966 in Berlin                                       | Altphilologe und Theologe                   | |      |
| Antje Kind-Hasenclever (geschiedene Havemann)         | [ 4 ]  | 1909 in Bielefeld                                                         | 1985 in Rotenburg an der Fulda                       | Designerin                                  | |      |
| Elli Hatschek (geborene Lotz)                         |        | 1901 in Wetzlar                                                           | 1944 in Berlin-Plötzensee, hingerichtet              |                                             | 2. Ehefrau von Paul Hatschek                                                                                 |      |
| Paul Hatschek                                         |        | 1888 in Troppau                                                           | 1944 im Zuchthaus Brandenburg-Görden, hingerichtet   | Ingenieur, Filmtechnikexperte               | Tscheche |      |
| Robert Havemann                                       | [ 5 ]  | 1910 in München                                                           | 1982 in Grünheide                                    | Chemiker                                    | |      |
| Eduard Hinz                                           |        |                                                                           |                                                      | Techniker                                   | |      |
| Alexej Kalenytschenko                                 |        |                                                                           | im Zuchthaus Brandenburg-Görden noch vor dem Prozess |                                             | |      |
| Elisabeth Kind (geborene Kröger)                      |        |                                                                           |                                                      | Juristin                                    | |      |
| Enno Kind                                             |        | 1907                                                                      | 1972                                                 | Pressefotograf, Redakteur                   | |      |
| Helmut Kindler                                        | [ 6 ]  | 1912 in Berlin                                                            | 2008 in Küsnacht, Schweiz                            | Journalist, Schriftleiter, Verleger         | |      |
| Krista Lavíčková (geborene Hatschek)                  |        | 1917 in Mährisch Ostrau                                                   | 1944 in Berlin-Plötzensee, hingerichtet              | Sekretärin                                  | Tochter von Paul Hatschek                                                                                    |      |
| Walter Lehmann                                        |        |                                                                           |                                                      |                                             | |      |
| Kurt Müller                                           |        | 1903 in Berlin                                                            | 1944 im Zuchthaus Brandenburg-Görden, hingerichtet   | Schreiner/Tischler                          | |      |
| René Peyriguére                                       |        | 1917 in Paris                                                             |                                                      | Chemiker                                    | Franzose, freigesprochen, Lorenz AG                                                                          |      |
| Margarete Rentsch                                     |        |                                                                           |                                                      |                                             | |      |
| Paul Rentsch                                          | [ 7 ]  | 1898 in Rothenburg/Oberlausitz, Provinz Schlesien                         | 1944 im Zuchthaus Brandenburg-Görden                 | Zahnarzt                                    | |      |
| Herbert Richter-Luckian                               | [ 8 ]  | 1901 in Halle (Saale)                                                     | 1944 im Zuchthaus Brandenburg-Görden                 | Architekt                                   | |      |
| Nikolai Sawitsch Romanenko                            |        | 1911                                                                      | 1944 im Zuchthaus Brandenburg-Görden                 | Techniker                                   | aus der UdSSR                                                                                                |      |
| Galina Fedorowna Romanowa                             | [ 9 ]  | 1918 in Romankowo, Gouvernement Jekaterinoslaw, Ukrainische Volksrepublik | 1944 in Berlin-Plötzensee, hingerichtet              | Ärztin                                      | aus der UdSSR                                                                                                |      |
| Heinz Schlag                                          |        | 1908                                                                      | 1961                                                 | Arzt                                        | |      |
| Hilde Seigewasser (geborene Pöhlmann)                 | [ 10 ] | 1906                                                                      | 1945 in Cottbus                                      | Sekretärin                                  | |      |
| Ruth Stenzel                                          |        |                                                                           |                                                      |                                             | |      |
| Charlotte Uhrig                                       |        | 1907 in Berlin                                                            | 1992 in Berlin                                       | Sekretärin                                  | Frau von Robert Uhrig / Uhrig-Römer-Gruppe nach der Verhaftung ihres Mannes Anfang Januar 1942               |      |
| Alexander Westermayer                                 |        | 1894 in Goslar                                                            | 1944 im Zuchthaus Brandenburg-Görden, hingerichtet   | gelernter Holzmechaniker, kfm. Angestellter | |      |
| Heinz Wolff                                           |        |                                                                           |                                                      |                                             | Flugblatt verfasst                                                                                           |      |
| Konstantin Zadkevicz (auch: Shadkewitsch, Zadkiewicz) | [ 11 ] | 1910 in Orjol                                                             | 1944 im Zuchthaus Brandenburg-Görden, hingerichtet   | Chemiker                                    | Tscheche |      |